# Başköy, Doğanhisar
Başköy là một thị trấn thuộc huyện Doğanhisar, tỉnh Konya, Thổ Nhĩ Kỳ. Dân số thời điểm năm 2011 là 2.64 người.